# Nižný Hrušov
Nižný Hrušov este o comună slovacă, aflată în districtul Vranov nad Topľou din regiunea Prešov. Localitatea se află la altitudinea de 120 m deasupra n.m., se întinde pe o suprafață de 18,52 km2 și în 2017 număra 1.537 de locuitori.

## Istoric
Localitatea Nižný Hrušov este atestată documentar din 1254.

## Demografie
| An:                | 1994 | 2004   | 2014   | 2024   |
| ------------------ | ---- | ------ | ------ | ------ |
| Număr de persoane: | 1704 | 1666   | 1592   | 1501   |
| Diferență:         |      | −2,23% | −4,44% | −5,71% |

| An:                | 2023 | 2024   |
| ------------------ | ---- | ------ |
| Număr de persoane: | 1500 | 1501   |
| Diferență:         |      | +0,06% |